# Tommy McCarthy (Eishockeyspieler)
Thomas Edward McCarthy (* 12. April 1893 in St. Peter’s, Nova Scotia; † 28. Dezember 1959 in Sacramento, Kalifornien, USA) war ein kanadischer Eishockeyspieler, der während seiner aktiven Karriere zwischen 1914 und 1923 unter anderem 35 Spiele für die Quebec Bulldogs und Hamilton Tigers in der National Hockey League auf der Position des rechten Flügelstürmers bestritten hat.

## Karriere
McCarthy machte sich zunächst einen Namen in der Gegend von New York City, wo er zwischen 1914 und 1918 für die New York Irish-Americans, Brooklyn Crescents und New York Wanderers im Amateurbereich spielte. Anschließend zog es ihn zurück in sein Heimatland Kanada, wo er für die Hamilton Tigers in der Ontario Hockey Association aktiv war. Mit dem Team gewann er 1919 den Allan Cup.
Anschließend wechselte der Flügelspieler in den Profibereich und lief ab Februar 1920 für die Quebec Bulldogs in der National Hockey League auf. In zwölf Spielen in der Saison 1919/20 erzielte er dabei 18 Scorerpunkte. Vor der Saison 1920/21 wurde das Franchise der Quebec Bulldogs nach Hamilton umgesiedelt und in Hamilton Tigers umbenannt. McCarthy blieb dem Team treu und ging in weiteren 23 Spielen, in denen er elfmal punktete, für das Team aufs Eis.
Nach der Spielzeit verließ der Angreifer die NHL und schloss sich den Saskatoon Crescents aus der Western Canada Hockey League an, die noch im Verlauf der Saison 1921/22 nach Moose Jaw umzogen. Sein letztes Spieljahr verbrachte McCarthy in der Saison 1922/23 bei den Seattle Metropolitans in der Pacific Coast Hockey Association.
McCarthy verstarb am 28. Dezember 1959 im Alter von 66 Jahren im US-amerikanischen Sacramento im Bundesstaat Kalifornien.

## Erfolge und Auszeichnungen
- 1916 AAHA Second All-Star Team
- 1917 AAHA First All-Star Team
- 1918 AAHA First All-Star Team
- 1919 Allan-Cup-Gewinn mit den Hamilton Tigers